# Paul Cambon
Paul Cambon, född 20 januari 1843 i Paris, död 29 maj 1924 i Paris, var fransk ambassadör i Storbritannien 1898-1920. Han var bror till diplomaten Jules Cambon.
Paul Cambon utbildades till jurist och examinerades 1870. Efter att ha varit kabinettschef under Jules Ferry i Seineprefekturen och därefter poster som prefekt i olika departement, övergick han 1882 till den diplomatiska banan. Han utnämndes först till resident i Tunis, och nedlade ett stort arbete på organiserandet av det franska protektoratet i Tunisien, och blev därefter 1886 ambassadör i Madrid 1886 och i Konstantinopel 1890, där han kallades "den store ambassadören" innan han 1898 utsågs till ambassadör i London, där han stannade till 1920.
Cambon tillbringade en stor del av de 22 åren i London med att utveckla och förbättra de fransk-brittiska relationerna efter Fashodakonflikten. Höjdpunkten på karriären blev när Entente Cordiale godkändes av både Frankrike och Storbritannien 1904. Detta blev ett första steg på vägen mot det allianssystem som utvecklades mellan Frankrike, Storbritannien och Ryssland som en motvikt till Tysklands och Österrike-Ungerns allians.
Det världskrig som bröt ut 1914 stod mellan dessa två allianser.